# Pioneiros mórmons

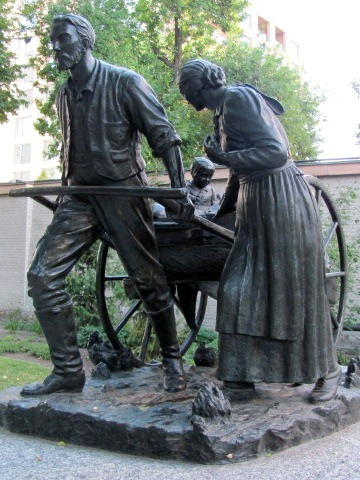
Uma estátua comemorando os pioneiros mórmons.

Os Pioneiros mórmons foram membros de A Igreja de Jesus Cristo dos Santos dos Últimos Dias, também conhecidos como Santos dos Últimos Dias ou Membros da Igreja restaurada de Jesus Cristo (nomenclatura mórmon foi atribuída de forma pejorativa a religião e não é oficialmente reconhecida), que migraram através dos Estados Unidos seguindo o chamado Mormon Trail, desde o Médio Oeste até o Vale do Lago Salgado, no que é hoje o estado de Utah. A viagem, realizada por aproximadamente 70000 pessoas, se iniciou em abril de 1847 e concluiu com a terminação da primeira linha de caminho-de-ferro transcontinental em 1869.

## História
A Igreja de Jesus Cristo dos Santos dos Últimos Dias foi restaurada em abril de 1830 por Joseph Smith Jr. e um pequeno grupo de seguidores, inaugurando entre o cristianismo do oeste dos Estados Unidos, elementos teológicos novos, com tendências restauracionistas. O constante proselitismo de sua nova fé, sua inclinação para a unidade social e política e suas crenças religiosas fizeram que fossem perseguidos com frequência por seus vizinhos. Com o tempo, as diferenças religiosas, sociais e políticas entre a nova congregação e seus vizinhos tornaram-se confrontos, muitas vezes sangrentos. No termo de 15 anos, milhares de Santos dos Últimos Dias foram expulsos de quatro estados norte-americanos: Nova Iorque, Ohio, Illinois e Missouri.

### Perseguição

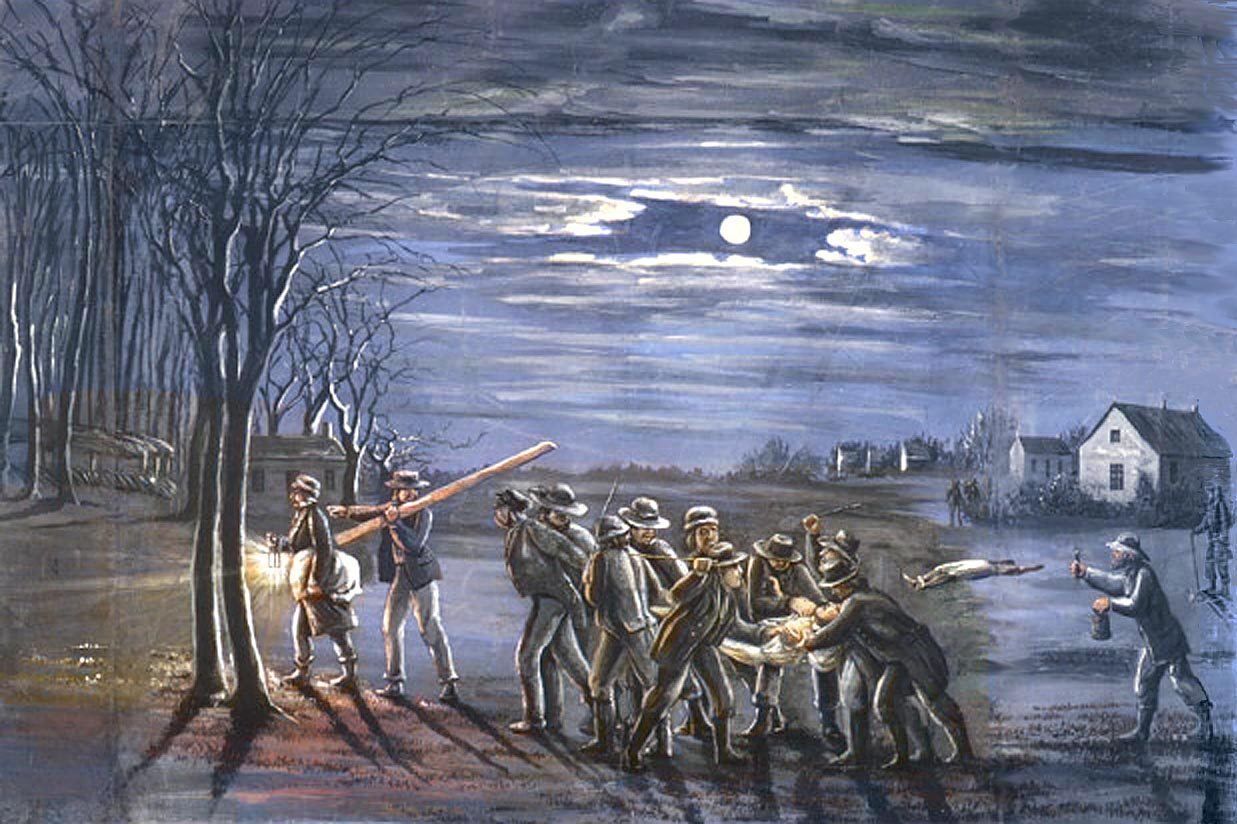
Ataque a Joseph Smith Jr., fundador do movimento dos Santos dos Últimos Dias, Kirtland, Ohio.

Algumas das crenças, manifestações e costumes dos membros da recém restaurada igreja não foram bem recebidas por outras congregações cristãs. Assim, o agregado de novas e diferentes escrituras como O Livro de Mórmon, a manifestação de que Joseph Smith conversou com Deus, Jesus Cristo e outras personagens celestiais, sua forma de governo teocrática foram uma combinação de fatores que provocaram tensões que, com o tempo, desembocaram em episódios de violência e na perseguição dos novos líderes religiosos. As perseguições e os atos de violência não foram exclusivos dos que não pertenciam à igreja. Em uma oportunidade, em Kirtland (Ohio), Joseph Smith foi coberto com uma combinação de breu e plumas por uma multidão entre a que se encontravam indivíduos que tinham desertado da igreja. Esta perseguição, entre outras razões, fez com que que o corpo da Igreja se mudasse de um lugar a outro: Ohio, Missouri, e depois Illinois, onde os membros da igreja construíram a cidade de Nauvoo. O governador do Missouri, Lilburn Boggs, emitiu pouco depois uma ordem de exterminação contra todos os Santos dos Ultimos Dias que vivessem no estado. O descontentamento com a percebida teocracia também tomou raízes dentro da igreja, com grupos de homens separados da igreja organizando e liderando rebeliões e formalizando acusações legais aos Santos dos Últimos Dias em Nauvoo e seu prefeito, Joseph Smith Jr.. Em 1844, enquanto lançava formalmente sua candidatura à presidência dos Estados Unidos, Joseph Smith foi encarcerado, acusado de ter dirigido a destruição de uma imprensa opositora. A destruição da imprensa, fundada pelo ex-apóstolo excomungado William Law, foi uma oportunidade aproveitada por críticos como Thomas Sharp, que pretendia abertamente a ruína da igreja. A criação de uma milícia privada em Nauvoo perturbou ainda mais o sossego de outras cidades do condado, como Warsaw e Carthage, que temiam a propagação da teocracia de Nauvoo. A crise na sucessão do movimento dos Santos dos Últimos Dias ocorreu após a morte violenta de seu restaurador, Joseph Smith e seu irmão, Hyrum no cárcere de Carthage, em 27 de junho de 1844. A igreja, com sede ainda em Nauvoo, continuou sob a direção do quórum de seus doze apóstolos, sem que fosse nomeado por quase dois anos o sucessor de seu primeiro profeta. Finalmente, em 1846, a maioria da igreja apoiou a Brigham Young, de 45 anos de idade, como o novo presidente, enquanto outros membros seguiram Sidney Rigdon. Alguns fiéis de Nauvoo, encontraram discrepâncias na autoridade dos doze e seguiram a James J. Strang, que ter-se-ia proclamado profeta e sucessor legal de Joseph Smith Jr.

### Winter Quarters
A tensão religiosa continuou incrementando-se em Nauvoo até desembocar no que por vezes se chama a Guerra Mórmon de Illinois. Avalados com um revocatório do poder legislativo do estado, organizaram-se vários grupos civis e, ocasionalmente, militares, para expulsar os Santos dos Ultimos Dias desse estado. Brigham Young conseguiu negociar uma trégua que permitiria aos santos de Nauvoo se preparar com tempo para abandonar a cidade, a qual tinha atingido, para 1845, uma população de 22559 habitantes. A maioria dos membros da igreja seguiram a Brigham Young e a nove dos doze apóstolos, estabelecendo uma estação transitoria em Winter Quarters, Nebraska, no inverno de 1846. Nesse lugar fizeram-se os preparativos para o êxodo dos pioneiros, com o propósito de estabelecer, fora dos Estados Unidos, um estado livre sócio, independente do sistema federal e onde pudessem praticar sua religião sem o acosso dos gentilé, isto é, daqueles que não pertenciam a sua igreja. Young imaginava a criação de um Estado novo ao que chamava «Deseret». Pouco fica hoje em dia de Winter Quarters, lugar onde os pioneiros se assentaram desde 1846-1848 e onde a transição física e eclesiástica da igreja se fez legal e pública.

### Motivação teológica
Segundo a crença da Igreja de Jesus Cristo dos Santos dos Últimos Dias, Deus revelou que  Brigham Young, sucederia de Joseph Smith como Presidente da Igreja, a reunir a todos os membros para emigrar para o oeste, para além da fronteira ocidental dos Estados Unidos, para o que nesse então era México. No que se considera a revelação divina que dirigiu ao éxodo, se começa dizendo que as instruções constituíam «a palavra e a vontade do Senhor quanto ao Acampamento de Israel» e chegou a ser para os pioneiros, a constituição que governou a jornada. Durante o inverno de 1846-47, os líderes Santos dos Últimos Dias em Winter Quarters, em outras partes de Nebraska, e em Iowa, planejaram a migração da maior parte dos membros de sua igreja, seus pertences . Esta enorme tarefa resultou ser um desafio significativo para a capacidade de liderança Santos dos Ultimos Dias, bem como para a rede administrativa existente na recentemente reestruturada igreja.
Brigham Young pessoalmente compilou toda a informação disponível sobre o Vale do Grande Lago Salgado e a Grande Bacia norte-americana, consultando Mountain Men e caçadores que frequentavam Winter Quarters, e celebrando reuniões com o reverendo Pierre-Jean De Smet, um missionário jesuíta familiarizado com a área da Grande Cuenca. Brigham Young e seu grupo de fiéis não eram os únicos em viagem para o oeste dos Estados Unidos. Em 1845, já umas 5000 pessoas se tinham estabelecido no Oregon, enquanto muitas outras foram para o Texas ou a Califórnia. O cauteloso Brigham Young fazia questão de que os Santos dos Ultimos Dias povoassem lugares que ninguém mais quisesse e que lhes proporcionassem suficiente isolamento para poder praticar livremente a sua religião: pensou que o Vale do Grande Lago Salgado cumpria esse requisito e que, além disso, teria outras muitas vantagens para os seus seguidores.